# (181) Eucharis
(181) Eucharis ist ein Asteroid des äußeren Hauptgürtels, der am 2. Februar 1878 vom französischen Astronomen Pablo Cottenot am Observatoire de Marseille entdeckt wurde. Es war seine einzige Asteroidenentdeckung.
Der Asteroid wurde benannt nach der Nymphe Eucharis, die in der griechischen Mythologie nicht vorkommt. Sie war eine Begleiterin der Göttin Kalypso in François Fénelons Roman Les Aventures de Télémaque (1699), einem modernen Prosa-Epos, das homerische Themen aufgreift.

## Wissenschaftliche Auswertung
Aus Ergebnissen der IRAS Minor Planet Survey (IMPS) wurden 1992 Angaben zu Durchmesser und Albedo für zahlreiche Asteroiden abgeleitet, darunter auch (181) Eucharis, für die damals Werte von 106,7 km bzw. 0,11 erhalten wurden. Eine Auswertung von Beobachtungen durch das Projekt NEOWISE im nahen Infrarot führte 2011 zu vorläufigen Werten für den Durchmesser und die Albedo im sichtbaren Bereich von 127,9 km bzw. 0,08. Nachdem die Werte nach neuen Messungen 2012 auf 113,0 km bzw. 0,10 korrigiert worden waren, wurden sie 2014 auf 115,4 km bzw. 0,10 geändert. Nach der Reaktivierung von NEOWISE im Jahr 2013 und Registrierung neuer Daten wurden die Werte 2016 angegeben mit 132,2 km bzw. 0,08. Diese Werte besitzen allerdings eine hohe Unsicherheit.
Eine spektroskopische Untersuchung von 820 Asteroiden zwischen November 1996 und September 2001 am La-Silla-Observatorium in Chile ergab für (182) Eucharis eine taxonomische Klassifizierung als X-Typ.
Photometrische Beobachtungen des Asteroiden fanden erstmals statt am 18./19. Februar 1983 am Osservatorio Astronomico di Torino in Italien. Bei dieser Messung über etwa 7 Stunden im Verlauf einer Nacht konnte nur ein kleines Stück einer Lichtkurve mit erkennbar viel längerer Periode erfasst werden, so dass betreffend die Rotationsperiode nur eine pauschale Abschätzung auf >7 Stunden gegeben werden konnte. Auch eine mehrfache Beobachtung des Asteroiden vom 25. Januar bis 2. Februar 1983 am La-Silla-Observatorium ergab keine auswertbare Lichtkurve, so dass auch hier keine Rotationsperiode angegeben werden konnte. Weitere photometrische Messungen wurden vom 18. bis 24. Juni 1995 am Osservatorio Astrofisico di Catania in Italien durchgeführt. Es konnte hier ein Wert für die Rotationsperiode von 8,024 h abgeleitet werden, aber ein doppelt so großer Wert wurde auch für möglich gehalten.
Vom 27. Juni bis 20. Juli 2007 erfolgte dann eine sehr ausführliche Beobachtung des Asteroiden am Santana Observatory in Kalifornien. In jeder Nacht konnte nur ein kleines Stück der Lichtkurve mit geringer Veränderung erfasst werden, das dann in der folgenden Nacht ein kleines Stück in der Helligkeit verschoben erschien. Nach 21 Nächten konnten die Daten zu einer vollständigen Kurve zusammengesetzt werden und ergaben eine Rotationsperiode von 52,23 h. Es handelt sich damit um einen langsamen Rotator.

## Eucharis-Familie
(181) Eucharis wurde als Mitglied einer Asteroiden-Gruppierung bzw. einer nach ihr benannten Asteroidenfamilie beschrieben, deren Mitglieder sich neben ähnlichen Bahnelementen durch große Bahnneigungen auszeichnen.